# Чегон
Чего́н (рос. Чегон) — село (колишнє селище) у складі Солонешенського району Алтайського краю, Росія. Входить до складу Степної сільської ради.

## Населення
Населення — 41 особа (2010; 54 у 2002).
Національний склад (станом на 2002 рік):
- росіяни — 78 %